# Neringa Dangvydė
Neringa Dangvydė Macatė (geborene Mikalauskienė; 6. April 1975 in Vilnius – 21. März 2020 ebendort) war eine litauische Schriftstellerin, Illustratorin, Literaturkritikerin, Übersetzerin und Bürgerrechtlerin. International bekannt wurde sie durch ihre Märchensammlung Gintarinė širdis (Bernsteinherz), deren Verbot zu einer langjährigen gerichtlichen Auseinandersetzung führte und ein Urteil des Europäischen Gerichtshofs für Menschenrechte nach sich zog.

## Leben
Neringa Dangvydė Macatė wuchs in Alytus auf, wo sie die 9. Mittelschule (heute Jotvingių-Gymnasium) und eine Kunstschule besuchte. Sie begann zunächst ein Philosophiestudium an der Universität Vilnius, wechselte jedoch nach zwei Jahren zur Lituanistik, nachdem sie die Literatur als ihre wahre Berufung erkannte.
Neringa war ein aktives Mitglied in literarischen Gemeinschaften, unter anderem im litauischen Zweig der Internationalen Vereinigung für Kinder- und Jugendliteratur (IBBY) sowie der Litauischen Schriftstellervereinigung. Neben ihrer schriftstellerischen Tätigkeit war sie als Übersetzerin aus dem Französischen tätig und übersetzte Romane von Nora Roberts, Gaël Faye und Eric-Emmanuel Schmitt.
Im März 2020 starb sie nach langer Krankheit im Alter von 44 Jahren in Vilnius.

## Wirken
Dangvydė Macatė veröffentlichte und illustrierte zwei bedeutende Kinderbücher: Gintarinė širdis (Bernsteinherz, 2013) und Vaikas su žvaigžde kaktoje (Das Kind mit dem Stern auf der Stirn, 2016). Letzteres gewann 2018 die Vytautas-Tamulaitis-Auszeichnung und erreichte im Nationalen Kinderliteraturwettbewerb den dritten Platz.
Gintarinė širdis sorgte für internationale Aufmerksamkeit, nachdem das Buch in Litauen aus dem öffentlichen Verkauf genommen wurde, da es angeblich „homosexuelle Propaganda“ enthalte. Nachdem der Universität, welche das Buch herausgegeben hatte, auf Druck einiger Parlamentsabgeordneter der Verkauf zunächst untersagt worden war, wurde später eine Altersfreigabe ab 14 Jahren vorgeschlagen, was die Verfasserin ablehnte und daraufhin eine Klage einreichte. Diese führte letztendlich zum Europäischen Gerichtshof für Menschenrechte, der 2023 zugunsten der Verfasserin entschieden hat.
Dangvydė Macatė setzt sich für Menschenrechte und die Freiheit der Kunst sowie gegen Diskriminierung von LGBT-Personen ein. Ihre Arbeit wurde posthum international anerkannt, unter anderem durch Übersetzungen ihrer Märchen ins Englische.
Neben Kinderliteratur schrieb sie Gedichte und wirkte als Literaturkritikerin sowie in literarischen Bildungsprogrammen. Sie leitete kreative Schreibwerkstätten und schrieb für litauische Kinderzeitschriften wie Laimiukas und Bitutė. Ihre Tätigkeit erstreckte sich auch auf Radiosendungen und die Teilnahme an Literaturseminaren, wo sie häufig Vorträge hielt.
Sie setzte sich für literarische Qualität in der Kinder- und Jugendliteratur ein.